# European Steel Design Award

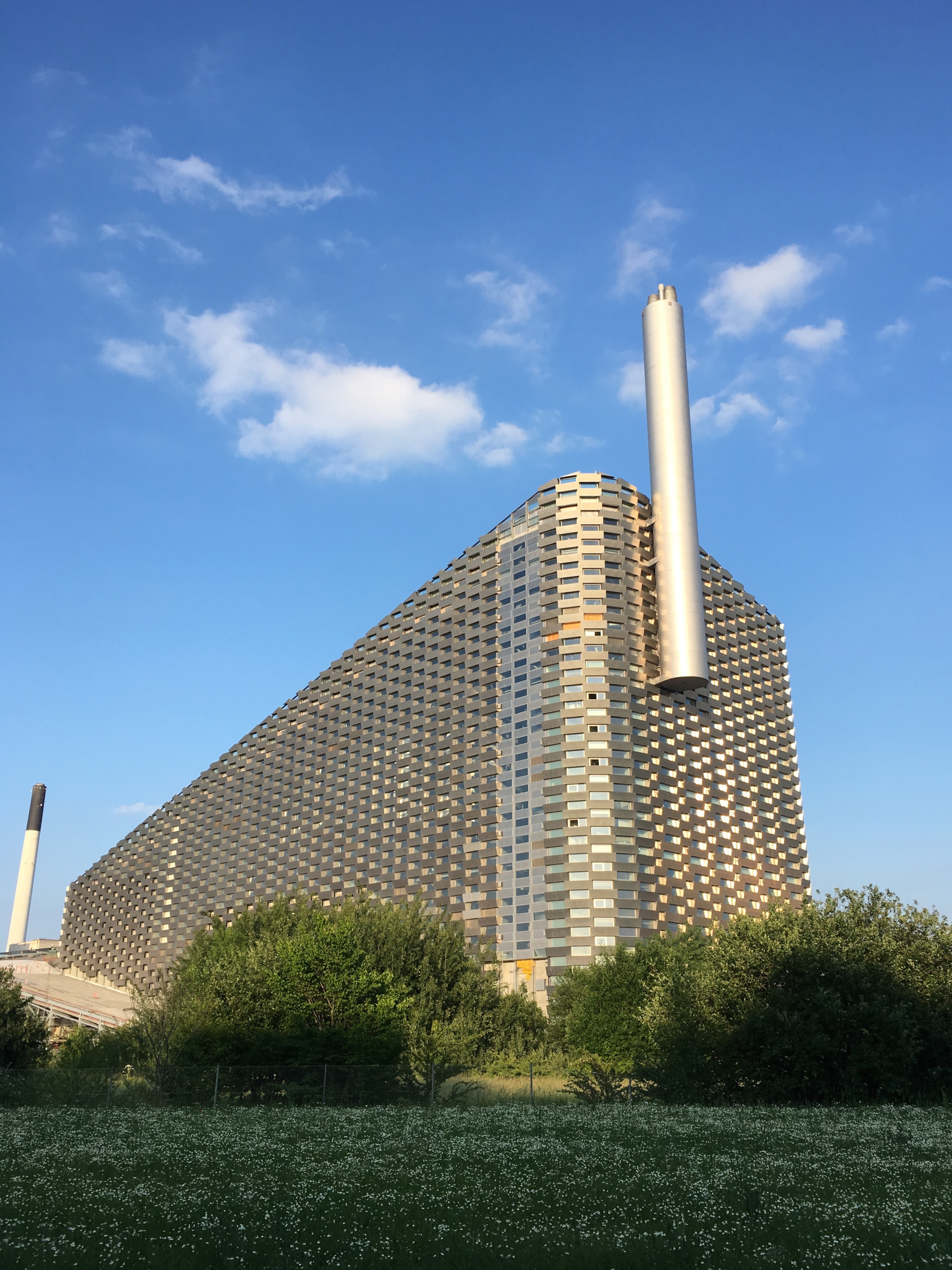
Amager Bakke av Bjarke Ingels Group i Köpenhamn

European Steel Design Award har delats ut vartannat år sedan 1997 av branschorganisationen European Convention for Constructional Steelwork (ECCS)/Convention européenne de la consctruction métallique (CECM)/Europäische Konvention für Stahlbau (EKS).

## 1997
- Rotunden, Tuborg Nord, Köpenhamn, Danmark, Henning Larsens Tegnestue, konstruktör Rambøll
- Fernheizwerk Inzersdorf, Wien, Österrike, Martin Kohlbauer, konstruktörer Herbert Granzer och Walter Paul
- Rekonstruktion av Kronprinzenbrücke, Berlin, Tyskland, Santiago Calatrava, konstruktör Sedlacek & partner och Schmidt, Stumpf, Frühauf

## 1999 i urval
- Riksdagshuset i Berlin, Tyskland, Foster & Partners, konstruktör Leonhardt Andrä und Partner
- Stora Bältbron, Danmark, Dissing + Weitling, konstruktörer CBR Joint venture (Cowi och Rambøll)
- Millennium Dome, London, Storbritannien, Richard Rogers Partnership, konstruktör  Buro Happold Consulting
- Aula Magna, Stockholm, Ralph Erskine, konstruktör Jacobson & Widmark
- Skydd för Hamars domkyrkoruiner, Hamar, Norge, Lund + Slaatto Arkitekter, konstruktör Kristoffer Apeland

## 2001 i urval
- Pont de l'Europe, Orléans, Frankrike, Santiago Calatrava, konstruktör Cetec Tpi
- Öresundsbron, Georg Rotne Arkitekter, konstruktörer Arup med flera
- Itamerentori kontorshus, Helsingfors, Finland, Helin & Co, konstruktör Finnmap Consulting Oy
- Bredden, Upplands Väsby, Tengbom Arkitekter, konstruktör Bloko AB
- Flytogterminalen Oslo S, Oslo, Norge, NSB Arkitektkontor (numera Linje Arkitekter AS), konstruktör SCC Bonde & Co (numera Rambøll Norge, tidigare Scandiaconsult AS)
- London Eye, London, Storbritannien, David Marks & Julia Barfield architects, konstruktör Hollandia, Krmpen aan den Ijssel and Iv-Infra

## 2003 i urval

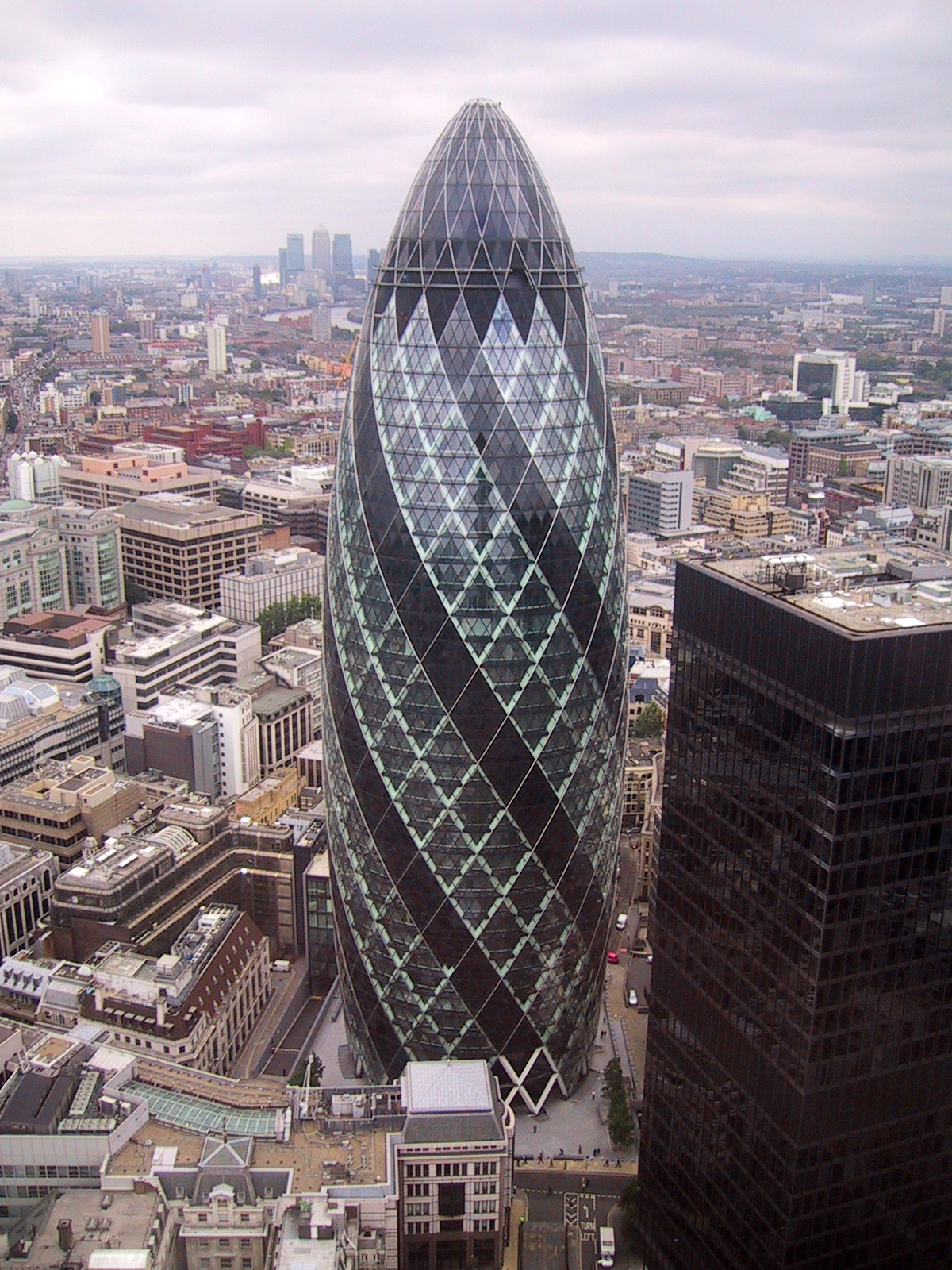
The Gherkin, London

- Atriumtaket över British Museums innergård. London, Storbritannien, Foster and Partners, konstruktör Buro Happold, London, entreprenör Waagner Biro AG, Wien
- The Gherkin, London, Foster and Partners, konstruktör Ove Arup & Partners, London, entreprenör Victor Buyck – Hollandia Joint Venture Ltd, Wraysbury, Storbritannien
- Täckning över Parken, Köpenhamn, Gert Andersson Arkitektfirma ApS, Köpenhamn, konstruktör Ramböll, Virum, Danmark, entreprenör Skanska Danmark A/S, Ballerup, Danmark
- Byggnaderna High Tech Center, Gräsviken i Helsingfors, Wartiainen Architects, Helsingfors, konstruktör Juva Engineering, Helsingfors, entreprenör PPTH-Norden, Peräseinäjoki, Finland
- Gare TGV, Aix-en-Provence, Frankrike, SNCF Agence des Gares, entreprenör SNCF Agence des Gares
- Sicklauddsbron (Apaté-bron), Stockholm, Erik Andersson, Jelena Mijanovic, Magnus Ståhl, konstruktörer Scandiaconsult AB och Tyréns AB
- Mortensruds kyrka, Oslo, Norge, Jensen & Skodvin Arkitektkontor, konstruktör Interconsult ASA
- Chavanonviadukten, motorvägsbro på A89/E70 mellan Merlines och Messeix, Frankrike, Jean Vincent Berlottier, konstruktör Jean Muller International

## 2005 i urval

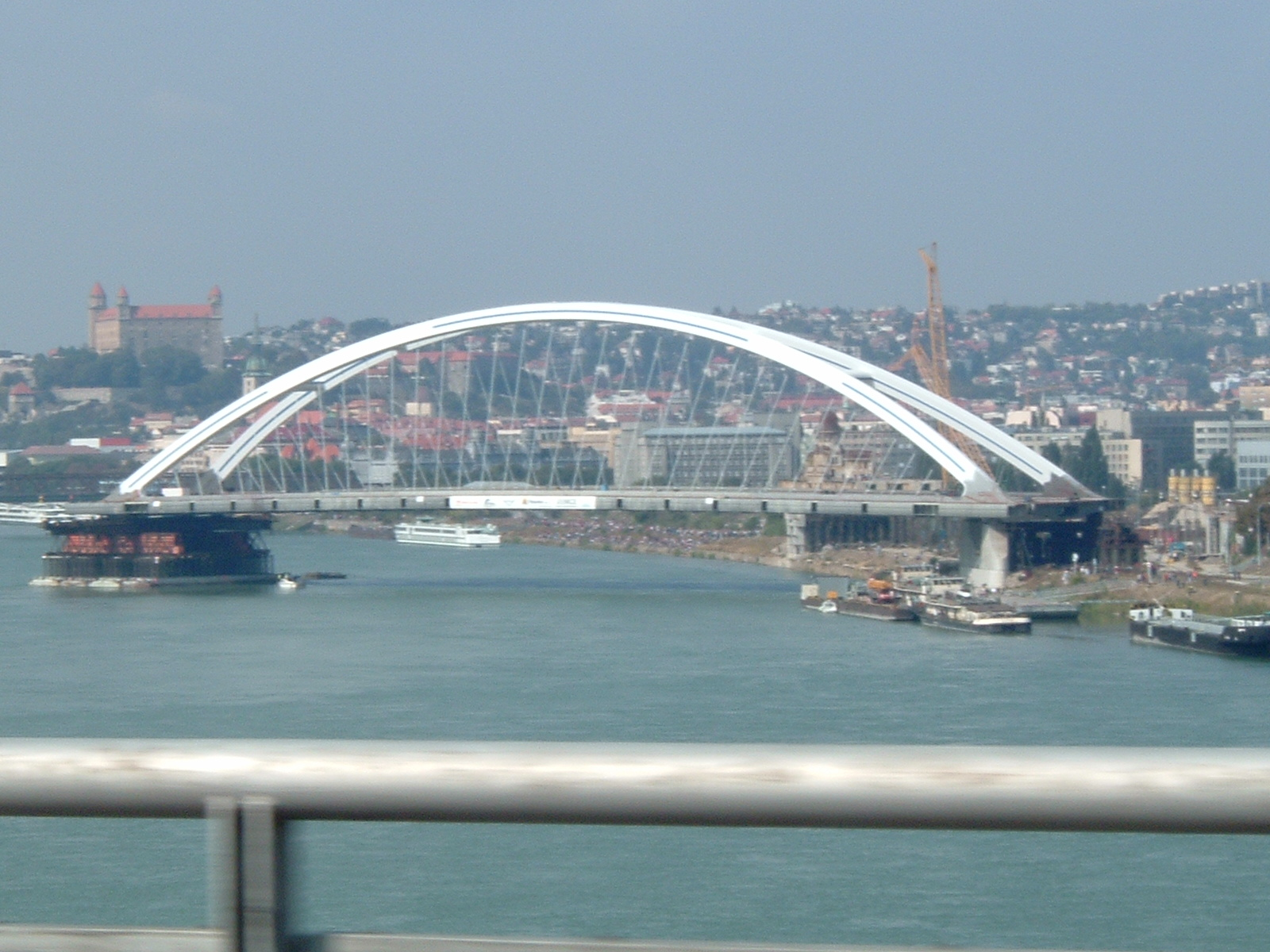
Apollo-bron i Bratislava

- Flintholms station, Vanløse, Danmark, KHR arkitekter och DSB Architects, konstruktör [Cowi A/S
- Apollo-bron i Bratislava, Slovakien
- Terminal 2, Münchens flygplats, Tyskland,  K + P Architekten und Stadplaner GmbH, konstruktör Seeberger Friedl und Partner Ingenieurbüro für Tragwerksplanung
- TKP Finnmap konstorsbyggnad, Helsingfors, Finland, SARC Arkitekter, konstruktör Finnmap Consulting Oy
- V-house, Nesøya, Space Group AS, konstruktör Kr. Apeland AS och ABT Advise bureau voor bouwtechniek BV[1]
- Mjärdevi Center, Linköping, Lund & Valentin arkitekter, konstruktör CSE projekt, Jönköping och PPTH – Engineering Oy

## 2007 i urval

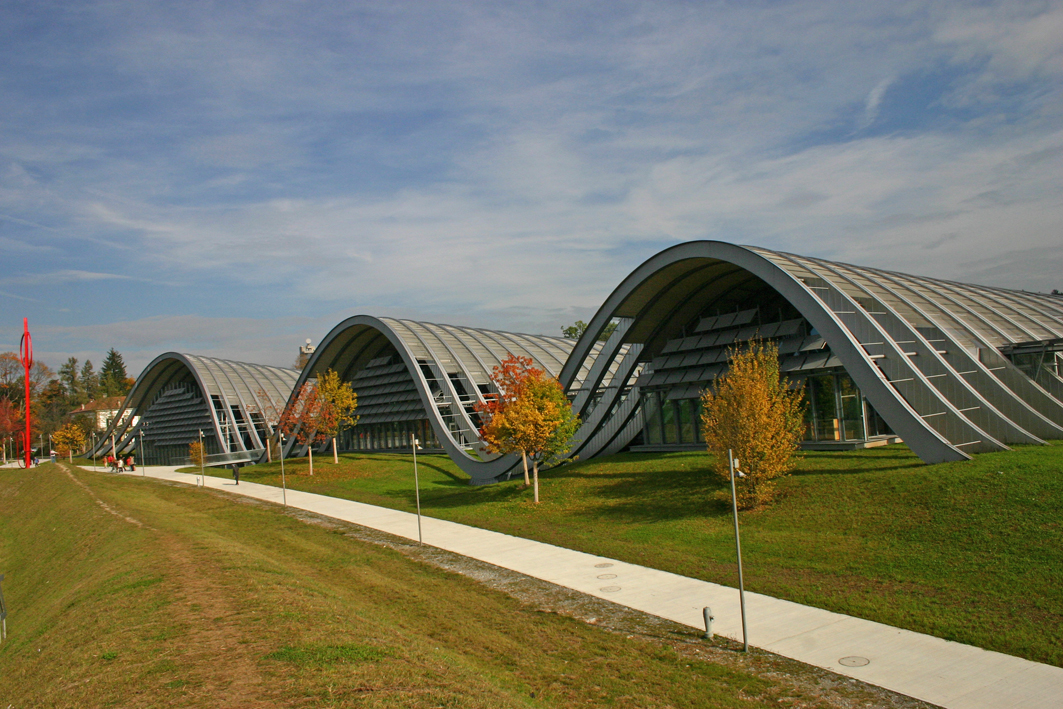
Zentrum Paul Klee, Bern

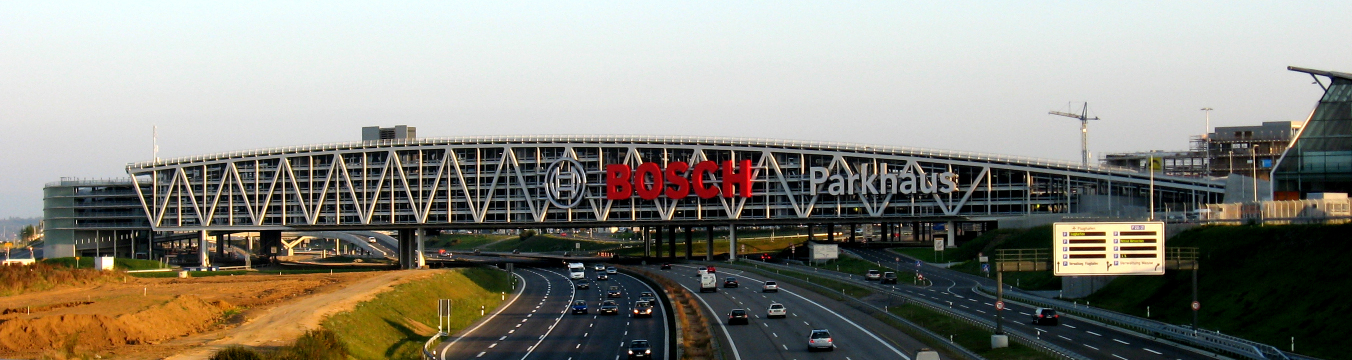
Parkhaus Neue Messe, Stuttgart

- Fiberline Composites A/S-fabriken, Fyn, Danmark, KHR arkitekter AS
- Kampen, Helsingfors, Finland, Juhani Pallasmaa Architects
- Svävande tak, Vällingby Centrum, Stockholm, KHR arkitekter, Köpenhamn
- Papirbredden, Drammen, Norge, LPO arkitekter
- Royal Air Force Museum, Cosford, Storbritannien, Feilden Clegg Bradley Studio
- Zentrum Paul Klee, Bern, Schweiz, Renzo Piano
- Parkhaus Neue Messe, Stuttgart, Tyskland, Leonhardt, Andrä und Partner[2]

## 2009

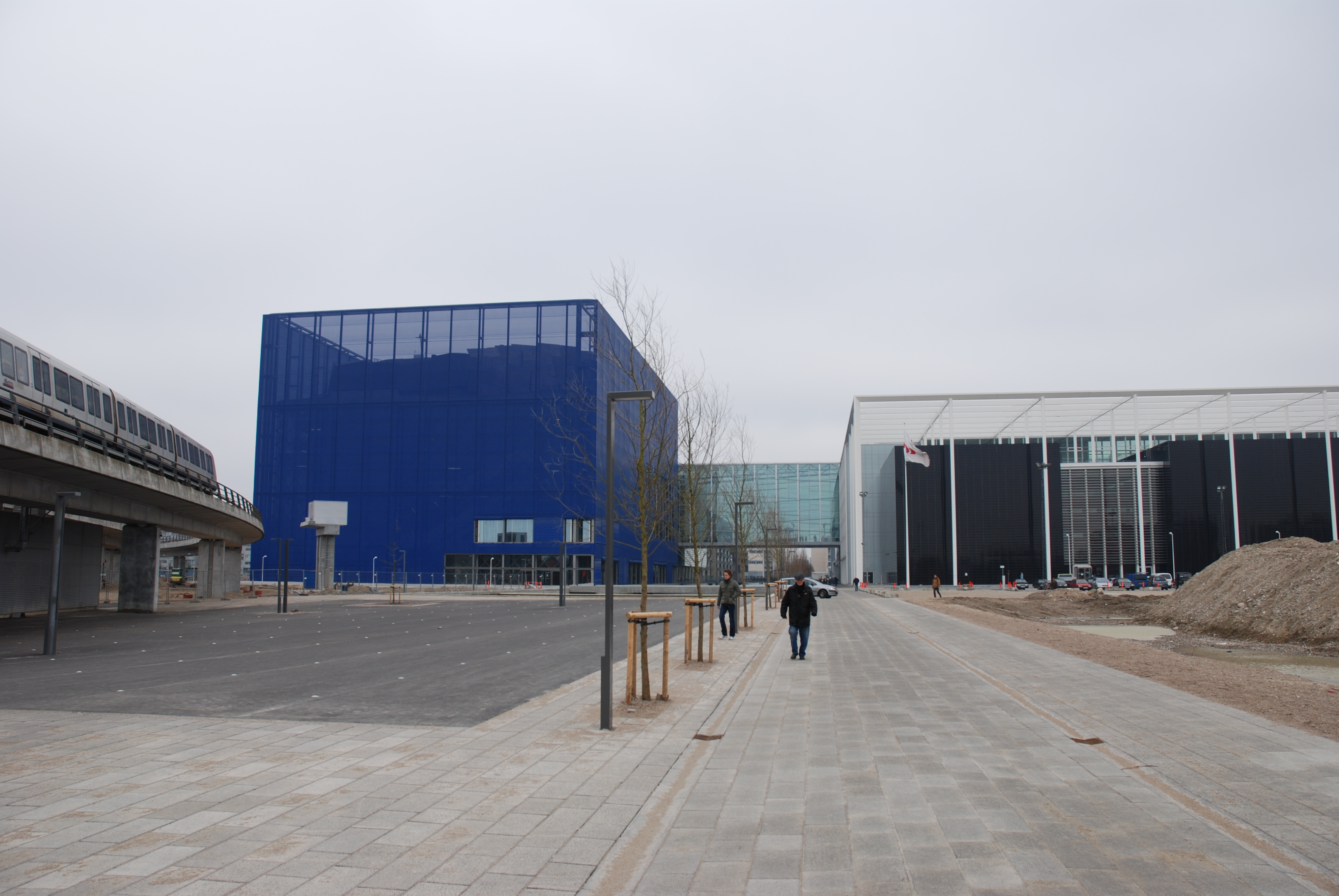
Danmarks Radios Konserthus, Köpenhamn

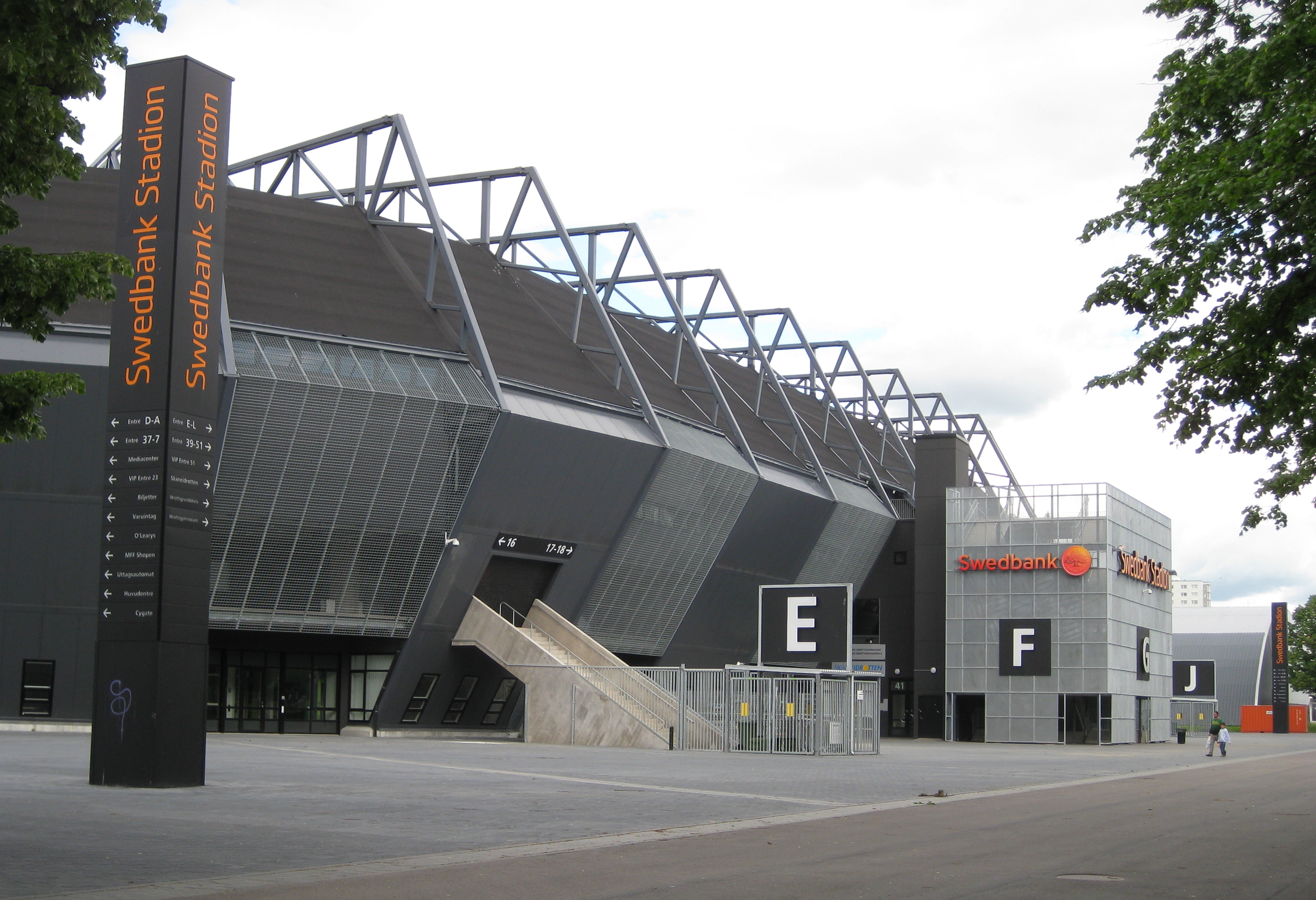
Stadion, Malmö

- Neue Mitte Lehen, Salzburg, Österrike, Architekturbüro Halle 1, konstruktör Ingenieurbüro Michael Olipitz
- Swedbank Stadion, Malmö, Berg Arkitektkontor och Fojab arkitekter, konstruktör Sweco Structures
- Järnvägsstationen i Leuven, Belgien, Philippe Samyn and Partners b.v.b.a., konstruktör Philippe Samyn and Partners b.v.b.a
- Strizkovs tunnelbanestation, Prag, Tjeckien, Patrik Kotas - Atelier design a architecktury, konstruktörer Metroprojekt Praha a.s. och Excon a.s.
- Danmarks Radios Konserthus, Köpenhamn, Danmark, Jean Nouvel, konstruktör Niras A/S
- Terminal 2E, Charles de Gaulle-flygplatsen, Paris, Frankrike, INA-Marc Fidelle, konstruktörer Setec Tpi och Rfr
- Klimahaus Bremerhaven 8°Ost, Bremerhaven, Tyskland, Klumpp Architekten Stadtplaner och Agn Paul Niederberghaus & Partner GmbH, konstruktör Prof. Bellmer Ingenieurgruppe GmbH
- Tre broar i Reggio Emilia, Italien, Santiago Calatrava, konstruktör Cimolai S.p.A och Studio Romaro
- Europadomstolen, Luxemburg, DPA Dominique Perrault Architecture och Paczowski & Fritsch Architectes m3 Architectes, konstruktörer Inca Ingénieurs Conseils Associés, TR-Engineering samt Schroeder & Associés Ingénieurs-Conseils
- Kraanspoor kontorsbyggnad, Amsterdam, Nederländerna, Oth (Trude Hooykaas, Julian Wolse), konstruktör Aronsohn raadgevende ingenieurs
- Ypsilon gångbro, Drammen, Norge, Arne Eggen Arkitekter A/S, konstruktör Haug og Blom-Bakke A/S
- Bascule-bron, Leixões, Portugal, Motta Guedes, konstruktörer Nunes de Ameida Engenharia e Projectos Unipessoal Lda
- Företagshotell i Brasov, Rumänien, Dobrescu ARH SRL, konstruktör SC Professional Construct SRL
- Fotbollsstadion i Maribor, Slovenien, Ofis Arhitekti och Multiplan Arhitekti, konstruktör Starkon Podjetje za Projektiranje, Inzeniring in Svetovanje d.o.o.
- Byggnaden Media-TIC, Barcelona, Spanien, Cloud9 Enric Ruiz-Geli, konstruktör Boma S.L. (Agusti Obiol och Alicia Huguet)
- Stadion i Malmö, Berg Arkitektkontor och Fojab arkitekter i Malmö, konstruktör Sweco Structures AB (Thomas Nordh)
- Letzigrund Stadium, Zürich, Schweiz, Bétrix & Consolascio Architekten och Eric Meier Frei & Ehrensperger Architekten, konstruktör Engineers Walt + Galmarini AG
- Grönsaks- och fiskmarknad i Bursa, Turkiet, Tuncer Cakmakli Architects, konstruktör Iz Muhendislik
- Wimledon Centre Court, London, Storbritannien, Populous, konstruktörer Capita Symonds, Edge Structures samt Bianchi Morley

## 2011

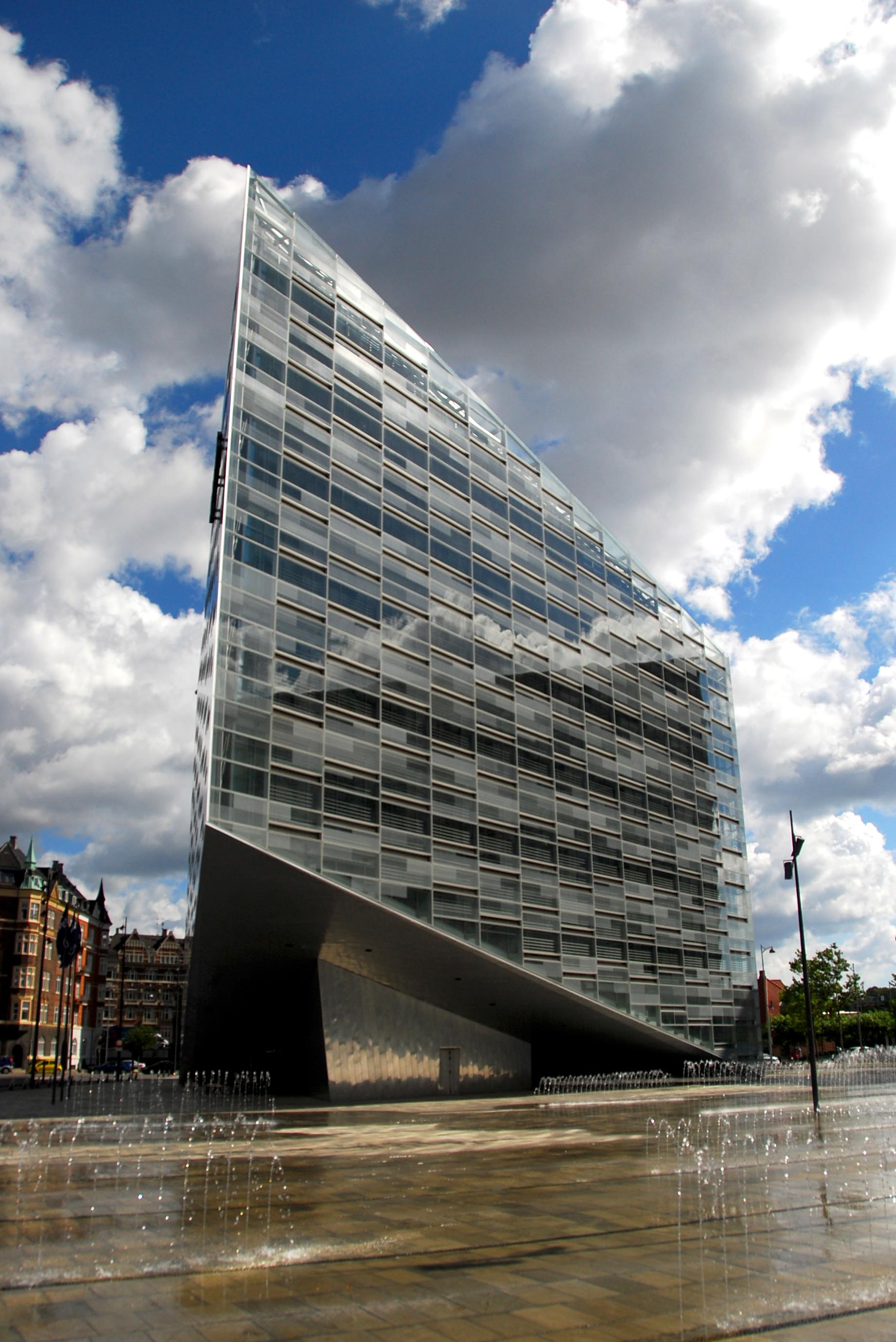
Kristallen, Köpenhamn

- Baku Tollgate, Baku, Azerbaijan, Arup, konstruktör Arup
- Arena Chomutov, Chomutov, Tjeckien, Jindrich Smetana och Jan Burgmeister, konstruktör Vladimir Janata och Jindrich Beran
- Kristallen, Köpenhamn, Schmidt Hammer Lassen Architects, konstruktör Grontmij och Carl Bro A/S
- Basalte Building, La Défense, Paris, 2/3/4 architecture, konstruktör Coteba och Terrell
- Formula I Race Track, Yas Marina Circuit, Abu Dhabi, Förenade Arabemiraten, Tilke GmbH & Co., konstruktör Claus Queck GmbH
- Terminal Sky Court på Ferenc Liszt International Airport, Budapest, Ungern, Közti Zrt., konstruktör Kesz Epitö Zrt.
- Aviva Stadion, Dublin, Irland, Populous, London, konstruktör Buro Happold
- Les Rives de Clausen Office Building, Luxembourg, Assar Architects, konstruktör Schroeder & Associates
- Holmenkollen K120 skidstadium, Oslo, JDS Architects, konstruktör Norconsult AS
- Shoppingcentret Dolce Vita Tejo, Amadora, Portugal, Atelier One och Promontório Arquitectos Lda, konstruktör Atelier One och Tal Projecto Lda
- Otopeni International Airport, Bukarest, Rumänien, Technital S.p.A., konstruktör Popp & Asociatii Srl. Technital S.p.A. och Iptana SA
- Ombyggnadsprojektet Sant Josep, Núria-dalen, vid Girona, Katalonien, A&M Arquitectes, konstruktör Oscar de Vega
- Skivfilterbyggnaden på Ryaverket, Göteborg, KUB arkitekter, konstruktör Ramböll
- Skola i Leutschenbach, Zürich, Schweiz, Christian Kerez, konstruktör Dr. Schwartz Consulting AG och dsp Ingenieure & Planer
- Terminalbyggnad på Sabiha Gökcen International Airport, Istanbul, Turkiet, Tekeli & Sisa Architecture, konstruktör Arup Engineering

## 2013

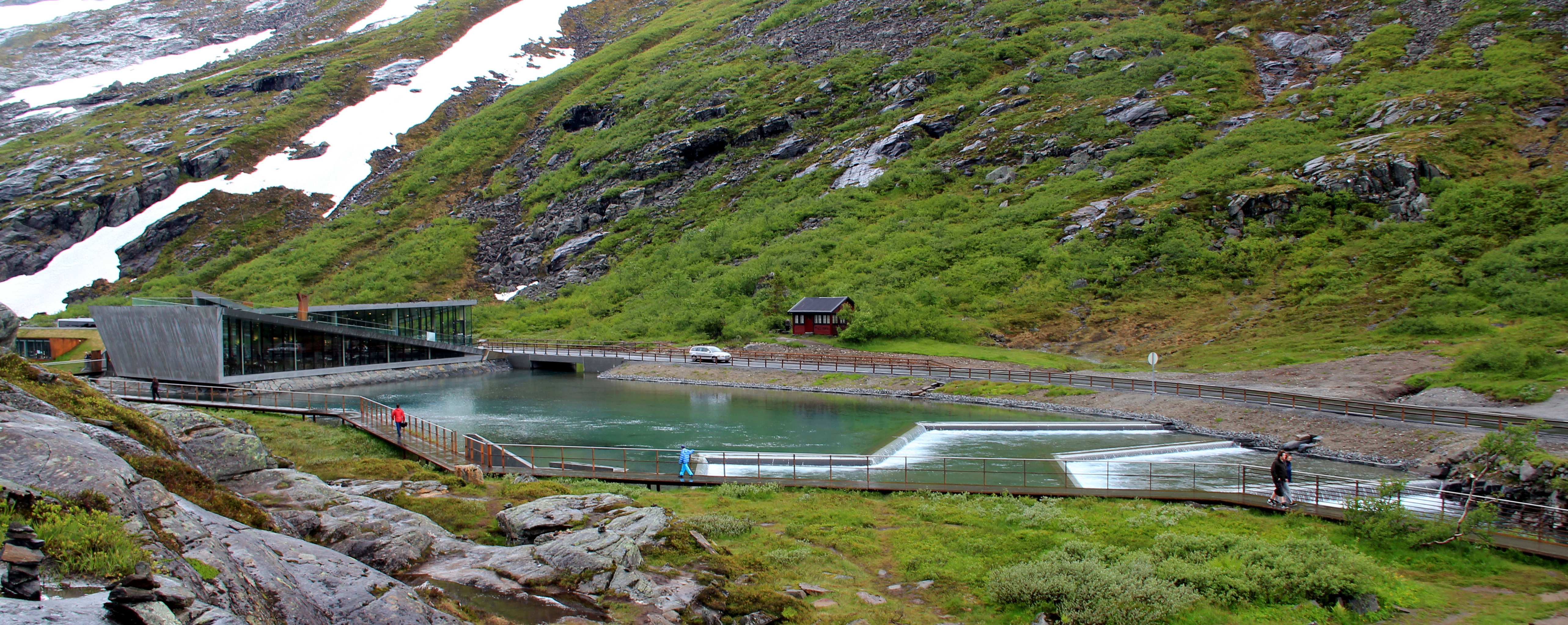
Trollstigens besøkssenter

- Centralstationen i Salzburg, Österrike, byggare Österreichischer Stahlbauverband
- Motorvägsbron över Lochkovdalen, Prag, Tjeckien, byggare Czech Constructional Steelwork Association
- Stade de Lille, Lille, Frankrike
- Bharatistationen, Larseman Hills, Antarktis
- Kopitnari International Airport, Kutaisi, Georgien
- Torino Porta Susa järnvägsstation, Turin, Italien
- Centre de Conférence Kirchberg, Kirchberg, Luxemburg
- Gångbro vid Arnhems järnvägsstation, Arnhem, Nederländerna
- Trollstigens besøkssenter, Trollstigens turistväg, Norge
- Arena Fonte Nova Stadium, Salvador da Baia, Brasilien
- Tullhusbron, Norrköping
- Hans Wilsdorf-bron, Genève, Schweiz
- Radartorn, Izmit, Turkiet

## 2015
- Troja Bridge, Prag, Tjeckien, Roman Koucky Architektonicka Kancelar s.r.o., konstruktör Excon a.s
- La Canopee Des Halles, Paris , Frankrike, Patrick Berger et Jacques Anziutti, konstruktör Ingerop
- Arena Amaz Manaus, Estado do Amazonas, Manaus, Brasilien, GMP Design e Projectos do Brasil Ltda, konstruktör Schlaich Bergermann und Partner
- Taket över centralstationen i Wien, Österrike, Arge, konstruktör Arge
- Gång- och cykelbro i Odense, Danmark, Gottlieb Paludan Arkitekter, konstruktör Niras, ES Consult
- Sundsvallsbron, Sverige, Rundquist Arkitekter AB, konstruktör Max Bögl Stahl- und Anlagenbau GmbH & Co. KG
- Restaurering av järnvägsbron över Tiszafloden, i Szolnok, Ungern, FA’mterv ZRt., konstruktör Eco-Tec Műszaki-Gazdasági Tanácsadó Kft.
- Aquae Exposition Pavilion, Mestre, Italien, Michele De Lucchi Srl, konstruktör F&M Ingegneria SpA
- Kontorsbyggnad KPMG, Luxemburg, Valentiny Architects, konstruktör Inca Ingénieurs Conseils Associés SARL, Jean Schmit Engineering
- Rotterdams centralstations Stationsplein 1, Rotterdam, Nederländerna, Benthel Crouwel Architekten, konstruktör Arcadis
- Aula Medica, Solna, Wingårdhs, konstruktör Cowi
- DNB House A, Oslo, Norge, Mwrd, Dark, konstruktör Finnmap & Multiconsult
- Kayalar Kimya Administration and R&D Building, Tuzla, Istanbul, Turkiet, Umo Architecture, konstruktör Celik Yapi Design Fabrication Erection Industry & Trade Co.Inc.

## 2017

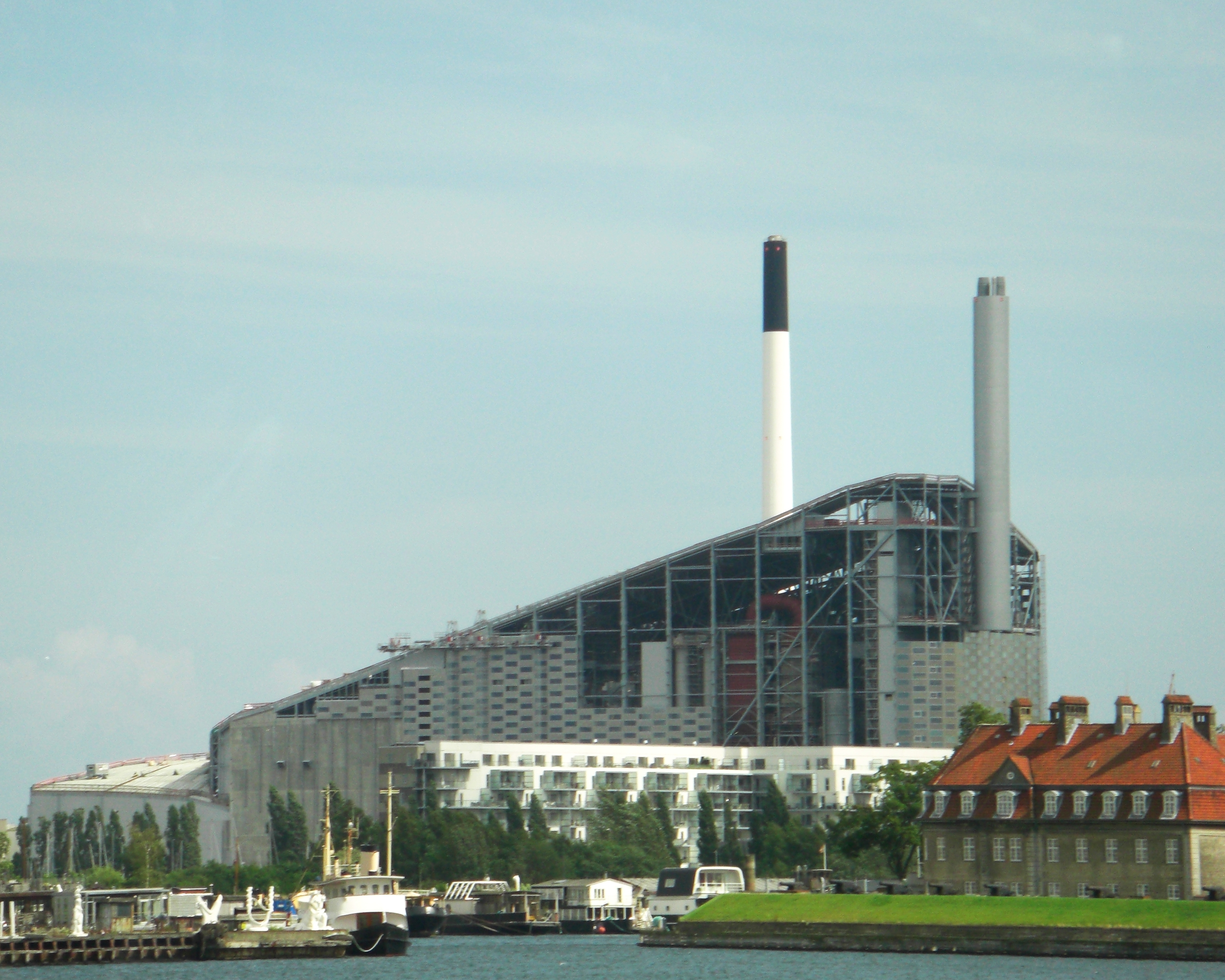
Amager Bakke, Köpenhamn

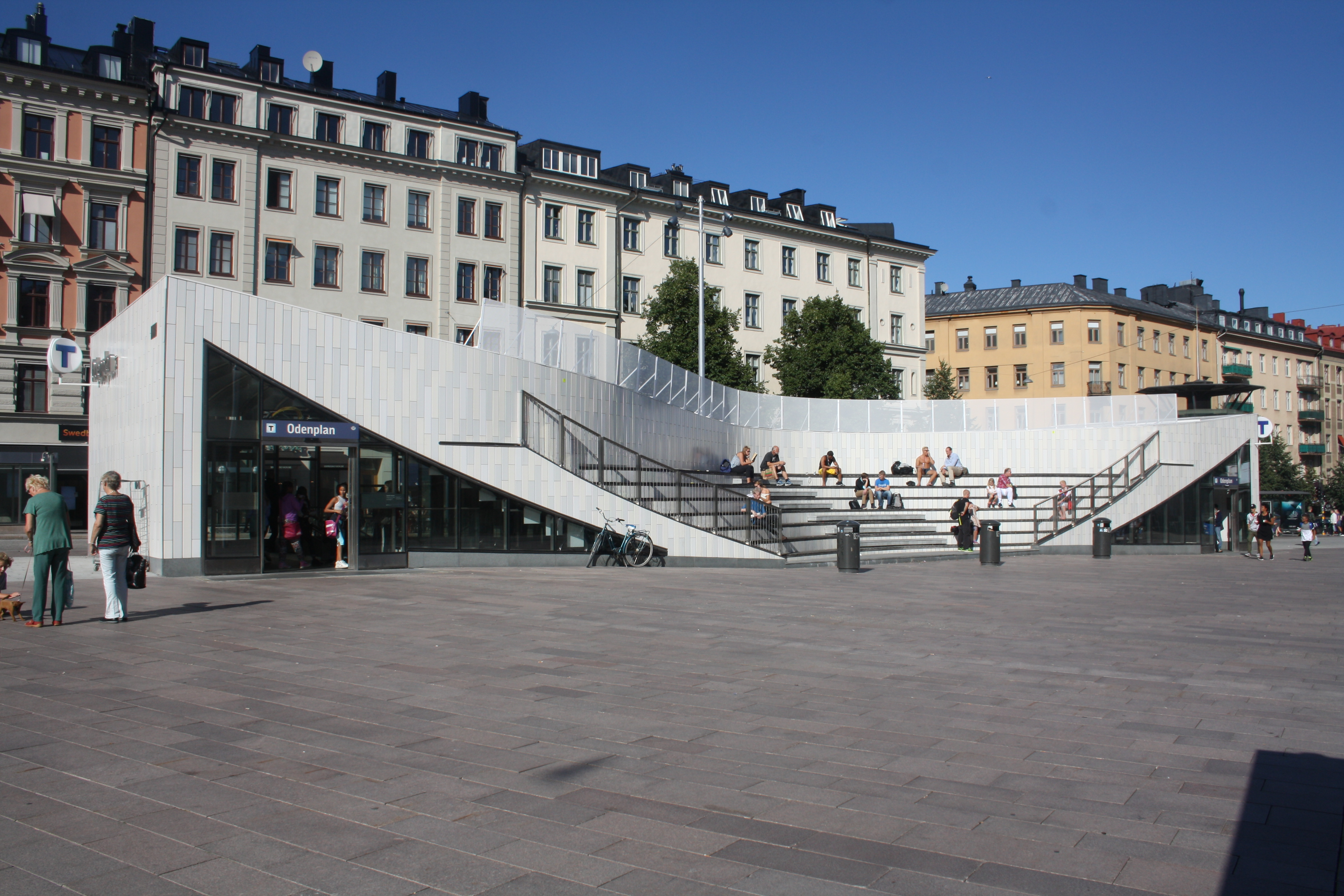
Odenplan, Stockholm

- Oasis of the Light, dom över Louvre Abu Dhabi, Abu Dhabi, Ateliers Jean Nouvel, Frankrike, och HW architecture, konstruktör Buro Happold, London
- Bolt Tower i Ostrava-Vitkovice, Josef Pleskot - AP Ateliér, konstruktör Excon AS
- Amager Bakke, Bjarke Ingels Group, konstruktör Moe A/S
- Burg Al Arab-terrassen, Dubai, Förenade Arabemiraten, Sigge Architects och Kudos Design, konstruktör Sweco Structures och Bluetech Finland
- Nouveau Stade de Bordeaux, Bordeaux, Frankrike, Jacques Herzog & Pierre de Meuron och Groupe 6, konstruktör Société Egis och Société Ingero
- Sartorius Building 13, Göttingen, Tyskland, Bünemann & Collegen GmbH, Tyskland, konstruktör Drewes Speth Berantende Ingenieure
- Atrium i kontorskomplexet De Resident, Haag, Nederländerna, Cepezed, konstruktör Antea Group
- Kimen kulturhus, Stjørdal, Norge, Reiulf Ramstad Arkitekter och Lusparken Arkitekter, konstruktör Rambøll
- Museu de arte, arquitetura e technologia, Lissabon, Portugal, Amanda Levete, konstruktör Afaconsult
- Stationsentré Odenplan, Stockholm, 3XN, konstruktör Buro Happold, London
- Murat Karamancı Student Center, istanbul, Turkiet, Ahmet Alatas Workshop, konstruktör Werkraum ingenieure